# Vyssa
Vyssa  este un oraș în Grecia în Prefectura Evros.